# Teatro Universitario de la Universidad Central de Venezuela
El Teatro Universitario (TU) de la Universidad Central de Venezuela (UCV) es una agrupación de teatro adscrita a la Dirección de Cultura de dicha casa de estudios, fue fundado oficialmente en el año 1945 y su actual sede se encuentra en los sótanos del Aula Magna de la Ciudad Universitaria de Caracas.

## Orígenes

### La Farándula Universitaria
La creación del grupo La Farándula Universitaria es considerada el origen del Teatro Universitario (TU) de la Universidad Central de Venezuela. En el año 1940, Raúl Domínguez fundó dicho grupo junto con Luis Pastori, Aquiles Nazoa, Pedro Francisco Lizardo, Carlos Domínguez, Pancho Zapata Luigi, todos jóvenes intelectuales y estudiantes de la universidad. El grupo se dedicó en principalmente a la creación de obras teatrales humorísticas basadas en situación nacional del momento; también tenía interés en la música y la poesía.  El grupo presentó sus obras en Caracas y otras ciudades del país, como: Maracay, Valencia, Barquisimeto, La Victoria y San Juan de los Morros.  Aunado a esto, realizaron funciones en cuarteles (como el Mariscal de Ayacucho, Simón Bolívar y Ambrosio Plaza). Dos de sus montajes fueron: La tía de Carlos arreglo de Luis Pastori y La Candidatura del General de Raúl Domínguez.
La Farándula Universitaria es considerada la antecesora directa del Teatro Universitario pues la mayoría de sus integrantes conformaron igualmente la primera generación del TU, y entre sus principales artífices está Raúl Domínguez, quien promovió la creación de una agrupación teatral en el seno de la universidad.  En ese sentido es considerado también fundador del TU.

## Directores

### Luis Peraza (1945 - 1948)

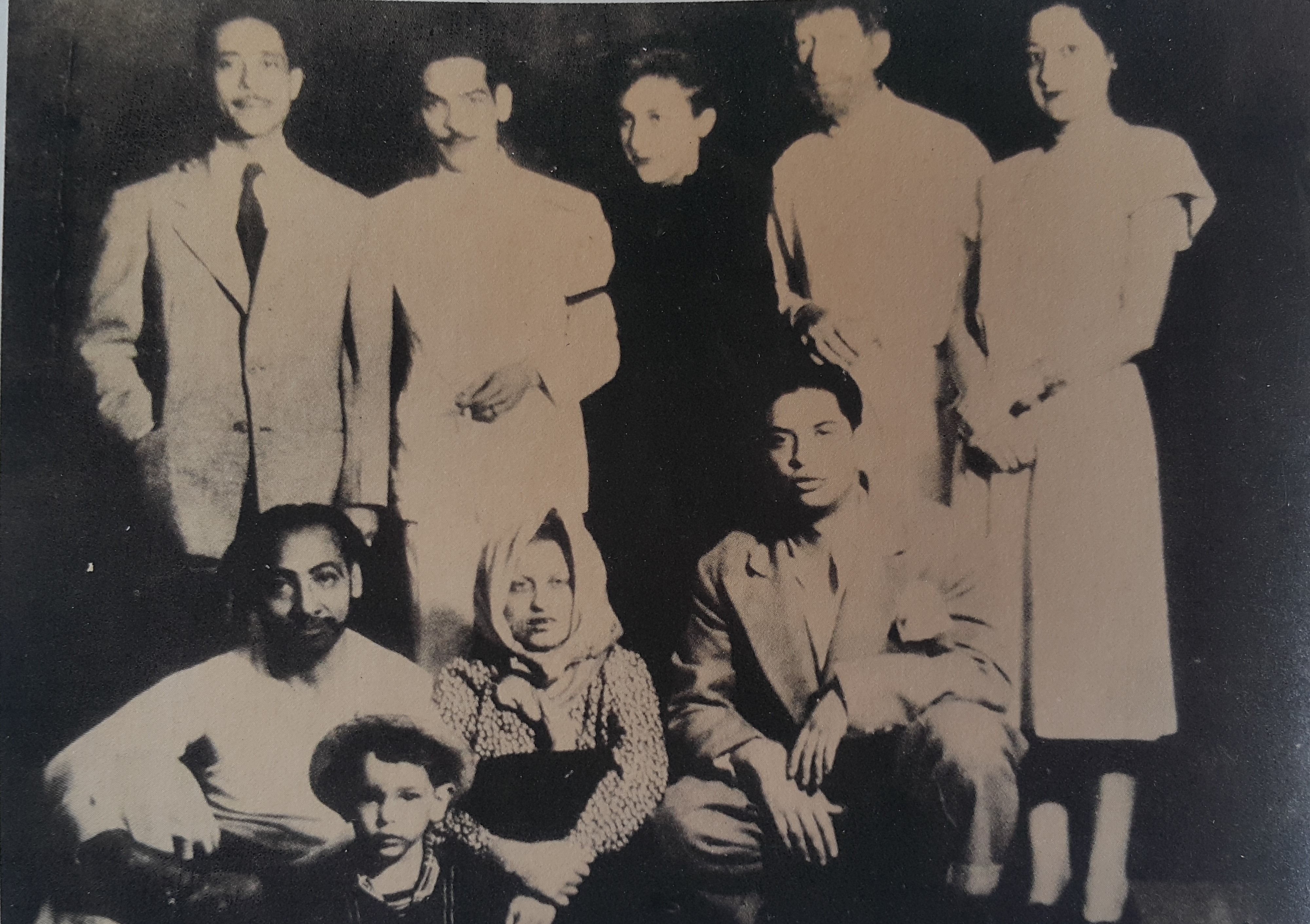
Integrantes del Teatro Universitario de la Universidad Central de Venezuela. Fotografía del elenco de la obra "Pan Ajeno" (1947). De pie: Luis Peraza, Raúl Domínguez, Isvelia Sequera, Arturo Nicola y Berta Moncayo. Sentados: Eloy Sánchez, Aura Valencia, Francisco "Pancho" Zapata y el niño es hijo de Raúl Domínguez.

En 1945, la Sección de Cultura de la Organización de Bienestar Estudiantil (OBE) de la UCV, dirigida por los bachilleres Luis Pastori y Rafael Gallegos Ortíz, decidió la creación de un grupo teatral cuya sede estaba en la antigua sede de la universidad (hoy Palacio de las Academias), Luis Peraza es designado director fundador.  A este grupo se le asignó un local para desarrollar sus actividades conjuntamente con otras agrupaciones artísticas no universitarias de la ciudad de Caracas. 
El primer montaje que realizó el TU fue el primer acto de La vida es sueño de Pedro Calderón de la Barca bajo la dirección de Luis Peraza, el cual se estrenó el 23 de junio de 1945. Dicho evento es considerado la fundación del grupo. Entre las obras llevadas a escena durante este período se encuentran: Amor por amor , de Leopoldo Ayala Michelena, El mancebo que casó con mujer brava de Miguel de Cervantes, El zoo de cristal de Tennessee Williams, El pan ajeno de Raúl Domínguez dirigidas por Peraza; y Casa de muñecas, de Henrik Ibsen dirigida por Domínguez. Peraza renunció a la dirección del Teatro Universitario en el año 1948 y las autoridades de la UCV nombraron como nuevo director a Jesús Gómez Obregón.

### Jesús Gómez Obregón (1948)
En 1948 las autoridades de la UCV nombran al director de teatro y profesor mexicano Jesús Gómez Obregón como nuevo director del TU. Gómez Obregón fue un director teatral mexicano, discípulo de Seki Sano, que había arribado al país hace un año e iniciado un taller de formación actoral por orden de Luis Beltran Prieto Figueroa, quién fuera para entonces Ministro de Educación del país.
La primera obra estrenada fue Fuga a la luz de la luna de Kenneth Crotty. Varios de la estudiantes participantes ya habían iniciado su formación con Obregón en el Curso de Capacitación Teatral. Luego el director estrenó el sainete Azucena del asturiano Vital Aza. Obregón finaliza su gestión en el TU con la estreno en El Teatro Municipal de Interiores del dramaturgo belga Maurice Maeterlinck, de este montaje destacan los cronistas una ruptura de la división clásica de escenario y público, pues los actores surgían del público. La inestabilidad política provocaron la salida de Gómez Obregón y una pausa en las actividades del TU.

### Manuel Rivas Lázaro (1949)
Desde marzo de 1949 la dirección de la agrupación es asumida por el profesor Manuel Rivas Lázaro. En su gestión se estrena Antes del Desayuno, monólogo escrito por Eugene O'Neill, interpretado por la actriz española Carmen Geyer. Luego ese mismo año se estrena Ensayo de Margaret Browne, una escena de Doña Rosita la soltera de Federico García Lorca con estudiantes de la universidad y, a finales de año como apertura de curso, se estrena Las vacaciones del profesor una comedia escrita y dirigida por el propio profesor Rivas Lázaro. La venda de Miguel de Unamuno y La Farsa del Calderero, obra anónima de la Edad Media, también son llevadas a escena por Rivas Lázaro.

### Román Chalbaud (1949)
El actor y dramaturgo venezolano Román Chalbaud es designado director del TU por Israel Peña, director de la Dirección de Cultura para el momento. Se inician los ensayos de La larga despedida de Eugene O'Neill, sin embargo la obra no es llevada a escena.
En 1951 la universidad es intervenida y cerrada por la Junta Militar de Gobierno. Se retoman las actividades académicas en 1955.

### Guillermo Korn y Georgina de Uriarte (1955-1956)
En abril de 1955, el Dr. Pedro González Rincones, rector de la universidad, decide reestructurar el Teatro Universitario tomando como inspiración el concepto y la trayectoria del Instituto de Teatro de la Universidad de Chile (ITUCH).  Para ello nombra al profesor y director de teatro argentino Guillermo Korn director general del grupo y a la profesora y actriz argentina Georgina de Uriarte, coordinadora de escena. Los propósitos de Korn como director del TU eran: formar un grupo con función docente y con la disciplina de una cátedra universitaria cuyas actividades guardaran relación con la actividad académica; evitar hacer propaganda política a través del grupo y formar parte de la extensión universitaria. En ese sentido, no sería un espacio para la formación de profesionales del teatro sino una formación complementaria.
El primer montaje dirigido por Korn fue Mirandolina de Carlo Goldoni, en el cual actúa de Uriarte como actriz invitada y fue presentado en la recién inaugurada Aula Magna de la Universidad Central de Venezuela. Le sigue Don Juan Tenorio de José Zorrilla (1955) , el cual fue representado siguiendo la tradición de los autos sacramentales. El elenco de esta puesta en escena estaba conformado por estudiantes y profesionales del teatro como Juana Sujo, Carlos Márquez, Georgina de Uriarte, y los jóvenes Román Chalbauld y Gilberto Pinto. También se llevó a escena Los Rivales de Richard Brinsley Sheridan con adaptación de Andrés Bello y elenco estaba conformado en su totalidad por estudiantes. Durante la dirección de Korn, también se realizaron otras actividades artísticas como cursos libres de formación actoral.  A estos tres montajes se suman El Hospital de los locos de José Valdivieso (1955), Palabras en la arena de Antonio Buero Vallejo(1956) y El pelo de la zanahoria de Jules Renard y El Viejo Celoso de Miguel de Cervantes (1956). Dadas las circunstancias políticas del país y de la universidad así como el compromiso que exigía la situación de dicha casa de estudios, Korn y de Uriarte dejan la dirección del grupo, cuyo trayectoria en el TU fue acagogida favorablemente por la crítica y en entorno teatral.

### Nicolás Curiel (1957 - 1968)
Nicolás Curiel, que inició su trayectoria teatral con Alberto de Paz y Mateos en grupo de Teatro Experimental del Liceo Fermín Toro, perteneció brevemente al elenco del TU bajo la dirección de Rivas Lázaro pero no pasó mucho tiempo hasta que marchó a Europa a formarse como director (1949). A su regreso es propuesto para dirigir el Teatro Universitario, labor que cumplió durante once años desde 1957 hasta 1968. Dirigió veintisiete montajes y le dio una proyección internacional a la agrupación, sin precedentes hasta el momento. Su labor como director y puestista es influenciada por el Teatro Nacional Popular Francés de Jean Vilar, trabajo el cual tiene la oportunidad de hacer seguimiento durante su estancia en París, así como también por el trabajo del Berliner Ensemble, bajo la dirección de Bertolt Brecht. Entre sus montajes se cuentan textos de Brecht como Los Fusiles de la madre Carrar en 1958, El matrimonio de los pequeños burgueses y los Siete Pecados Capitales ambas estrenadas en 1967. De William Shakespeare monta Noche de reyes en 1959, Romeo y Julieta en 1962, y un collage de escenas de diferentes piezas del autor inglés que llamó Yo, William Shakespeare en 1966. Y así montó también a autores como Albert Maltz con Pozo negro en 1960, Juan Francisco de León, en 1959, un texto de José Ignacio Cabrujas quien también pertenecía al TU y se estrenaba como dramaturgo.
Bajo su dirección, El TU realizó giras dentro del país y al menos tres giras internacionales, viajes que también se realizaron con el objetivo de formar a las generaciones de actores y creadores con la asistencia a festivales universitarios, conferencias y programas de formación en Europa (Francia). Se ha destacado su papel como uno de los modernizadores del teatro en el país al ser él el abanderado de las nuevas ideas que del teatro se cocían en los principales escenarios de Europa para el momento.

### Hermán Lejter (1972 - 1974)
Integrante del TU durante la regencia de Nicolás Curiel, le sucedió en la dirección y estuvo desde 1970 hasta 1974. Su gestión estuvo interrumpida por la intervención universitaria que se llevó a cabo durante el gobierno del Dr. Rafael Caldera, a finales del año 1969 y que paralizó a la universidad casi por dos años. En julio de 1970 logra estrenar, a pesar de la intervención, La ópera de los tres centavos de Bertolt Brecht. Luego de una pausa de casi dos años retoma en 1972 y estrena tres obras: Coriolano de W. Shakespeare en versión de Bertolt Brecht, Criminales de Rodolfo Santana y, hacia finales del año, Juan Palmieri de Antonio Larreta. En septiembre de 1973 estrena Torquemada de Augusto Boal, en marzo de 1974 se muestra Las manos firmes, montaje basado en textos de Augusto Boal, Antonio Larreta y Jorge Díaz. En junio de ese mismo año se estrena Americaliente de Jorge Díaz, y en agosto dirige su último montaje con el TU, Las torres y el viento de César Rengifo.
Un hecho a destacar durante su regencia fue la concreción de la Primera Confrontación Nacional de Teatros Universitarios e Institutos de Educación Superior. Un evento en donde se logró reunir delegaciones de grupos teatrales de diferentes casas de estudios universitarios y poner en discusión, en actividades de foros y conferencias, el quehacer teatral universitario.

### Luis Márquez Páez (1975 - 1987)
Luis Márquez Páez llega a la dirección luego de que Hermán Lejter es apartado de la regencia del grupo, por recomendación de los propios integrantes del TU. Se mantuvo al frente del grupo desde 1975 hasta 1987. Al recalar en el TU retoma un trabajo inconcluso de Lejter, El Torturador de Andrés Lizarraga, y remonta Americaliente de Jorge Díaz, también producto de la gestión anterior de Lejter. Luego lleva adelante su primera propuesta teatral, Soldados de Carlos José Reyes (1975). En una segunda etapa monta El acuerdo internacional del tío Patilludo de Augusto Boal y la estrena en 1976. Se estrena en febrero de 1979 El extraño viaje de Simón el malo de José Ignacio Cabrujas y en septiembre de ese mismo año se estrena El juicio a Martín Cortéz de Alejandro Galindo. En abril de 1980 se estrena La agonía del difunto de Esteban Navajas. El siguiente año se estrenará Augusto arrima el hombro de Bernard Shaw, Tango de Slawomir Mrozek, y en 1983 Juan Gris, versión de Márquez Páez de Mockinpott, un texto de Peter Weiss, trabajo que le valió a Márquez Páez el Premio Nacional de Dirección en 1984.  El último montaje de Márquez Páez fue El monte calvo de Jairo Aníbal Niño, en 1985. 
Su propuesta consistió por un lado en la re-vinculación del TU con el resto de la comunidad universitaria que para el momento la agrupación se encontraba desvinculada con el resto de las agrupaciones de la universidad así como de la vida cultural en general. También es de notar que en propuesta artística la presencia de la dramaturgia latinoamericana, con especial énfasis en la obra dramaturgos colombianos contemporáneos como Carlos José Reyes, Esteban Navajas y Jairo Aníbal Niño. 

### Rodolfo Santana (1987-1988)
La estancia en la regencia del TU del director y dramaturgo venezolano Rodolfo Santana fue corta, se le conoce solo un montaje: La muerte accidental de un subversivo (1987) versión del propio Rodolfo Santana de La muerte accidental de un anarquista de Dario Fo. Se sabe que con este único trabajo asistió en representación del TU a la edición de 1987 del Festival de Teatro de Occidente, edición que se realizó en su honor.

### Gustavo Meléndez (1989-2001)
Luego del breve período de inactividad del TU que siguió a la etapa de Rodolfo Santana, es nombrado para el cargo de director del TU a Gustavo Meléndez, actor y director teatral que ya formaba parte del TU desde el ciclo de Herman Lejter. Su período en la regencia del grupo comprende trece años, desde 1989 hasta 2001. Durante su regencia participaron otros directores en calidad de invitados: Rodolfo Porras, Rafael Rodríguez (RARS) y Víctor Cordero.
Entre sus montajes se cuentan Historias de cerro arriba (1990) de Rodolfo Santana, trabajo con el que se estrena como director del TU, Papá querido (1991) de Aída Bortnik y una versión propia del Tartufo de Moliere.
Así como el reconocido monólogo Un día cualquiera de Franca Rame y Dario Fo con la actriz Yllelyna Aponte Carias.

### Luigi Sciamanna (2002 - 2006)
En el año 2002 el actor, dramaturgo y director de teatro Luigi Sciamanna fue propuesto por Nicolás Curiel como director invitado de la agrupación ante la Dirección de Cultura de la UCV. Durante su dirección, Sciamanna llevó a cabo cuatro puestas en escena. La primera, Los bandidos de Friedrich Schiller (2003), fue estrenada en el Aula Magna de la UCV. Le siguen  El proceso de Frank Kafka (2004), una versión y puesta en escena de Sciamanna, Trabajos de amor perdidos de William Shakespeare (2005), montaje con el cual el grupo se hizo merecedor del Premio Municipal de Teatro (2005), y una versión para teatro de Sciamanna de Pinocho de Carlos Collodi (2006). Esta última pieza fue estrenada en la Sala de Conciertos de la UCV en el marco de los 60 años de la agrupación. Un rasgo que característico de las puestas en escena del director es el acento que pone al trabajo actoral, la iluminación, la música y el vestuario. Cabe destacar que durante Sciamanna realizaron varias actividades en homenaje a la trayectoria de exmiembros de la agrupación y actrices y actores venezolanos como Raúl Domínguez, Nicolás Curiel, Elizabeth Albahaca, Omar Gonzalo, Fernando Gómez, Carmen Palma, entre otros. También se incorporó como actividad regular del grupo realizar encuestas al público asistente a las funciones para conocer su recepción del trabajo

### Roberto Romero Sabelli (2007-presente)
Desde el año 2008, Roberto Romero Sabelli, director de teatro y dramaturgo venezolano, dirige la agrupación. Además de puestas en escena de obras de autores venezolanos y latinoamericanos, como Chúo Gil de Arturo Uslar Pietri y Cuatro ejercicios para actrices de Griselda Gambaro, el grupo ha organizado ciclos de lecturas dramatizadas de obras de dramaturgos venezolanos contemporáneos. También ha participado en la Cátedra de Lecturas Dramatizadas Isaac Chocrón de la Escuela de Artes de la UCV.

## Otros directores invitados
- Rodolfo Porras

- Rafael Rodríguez RARS

- Víctor Cordero

- Orlando Arocha (2005)

- Costa Palamides

- Diana Peñalver Denis

- Alba Chacón (2006-2007)

## Participación en giras, seminarios y festivales (Selección)
En Venezuela:
- Primer Festival del Teatro Universitario, Caracas, 1958. (Organizado por el TU)
- Tercer Congreso de Trabajadores de Caracas, 1959.
- Segundo Festival del Teatro Universitario, Caracas, 1962. (Organizado por el TU)
- Segundo Festival Interuniversitario, Caracas, 1963.
- Primera Confrontación de Teatros Universitarios e Institutos de Educación Superior, Caracas, 1973. (Organizada por el TU)
- Jornadas Culturales en el 260° Aniversario de la Universidad Central de Venezuela, Caracas, 1981.[23]
- Festival de Teatro de Occidente, Guanare, 1987.[16]
- I Muestra de Teatro Ucevista, Caracas, 1990.
- XXIX Festival Internacional de Teatro de Oriente, Barcelona, Venezuela, 2004.
- II Reencuentro de Teatro Ucevista, organizado por la Dirección de Artes Escénicas de la Dirección de Cultura UCV, Caracas, 2004.

En el exterior:
- Primer Festival Panamericano de Teatro, México, 1958.[24]
- Séptimo Festival Mundial de la Juventud y los Estudiantes por la Paz y la Amistad, Viena, 1959.
- Seminario de Arte Dramático con , París- Francia, 1959-1961.
- Gira Internacional por Europa y Asia, 1965.
- Festival de Teatro de Varsovia, 1965
- Festival de Teatro de la Universidad de Nancy, Francia, 1965.
- Gira Internacional por Europa, 1968.
- 50 Aniversario de la Universidad de La Habana, Cuba, 1991[25]
- V Congreso Iberoamericano de Teatro Universitario, Universidad de Costa Rica (Sede del Pacífico), Costa Rica (2006).[26]

## Publicaciones

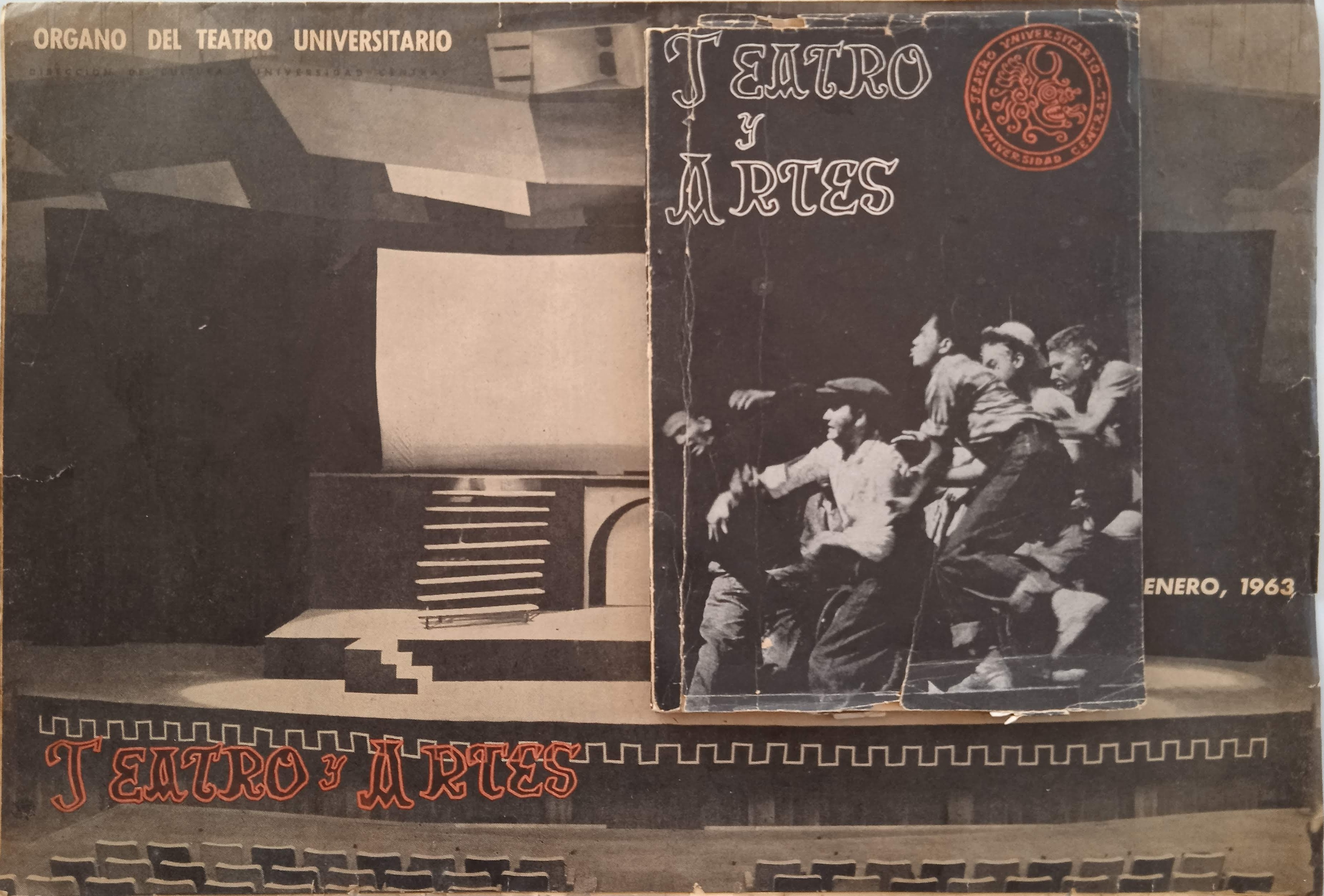
Revista "Teatro y Artes", órgano de divulgación del Teatro Universitario UCV, durante la dirección de Nicolás Curiel. En la fotografía, número 1, año 1 (enero marzo, 1960) y número 1, año 6 (enero, 1963).

Durante la dirección de Nicolás Curiel (1957-1968), el TU contó con un periódico -que luego pasó a ser una revista- llamado Teatro y Artes, el cual fue un importante órgano de difusión de las actividades de la agrupación así como de importantes acontecimientos de la escena teatral nacional e internacional. El primer número de Teatro y Artes fue publicado en mayo de 1958. También contaban con el periódico mural Tramoyista, que se colocaba en la Plaza Cubierta del Rectorado (UCV) y con el cual se informaba semana a semana, a la comunidad estudiantil de las actividades del grupo.
Durante la dirección de Gustavo Meléndez (1989-2001) se publicó el periódico TU papel  el cual tuvo cuatro números.